# Jungiella septentrionalis
Jungiella septentrionalis är en tvåvingeart som beskrevs av Krek 1979. Jungiella septentrionalis ingår i släktet Jungiella och familjen fjärilsmyggor. Inga underarter finns listade i Catalogue of Life.